# باول غراي (واثب حواجز)
باول غراي (بالإنجليزية: Paul Gray) هو واثب حواجز ‏ بريطاني، ولد في 25 مايو 1969.

## وصلات خارجية
- باول غراي على موقع الاتحاد الدولي لألعاب القوى (الإنجليزية)